# José María Semprún Gurrea
Pour les articles homonymes, voir Semprun et Gurrea.
José María Semprún Gurrea (1893-1966) est un homme politique et écrivain espagnol, père de Carlos Semprún et Jorge Semprún.
Il était correspondant en Espagne de la revue Esprit.

## Œuvres
- España, llamada a ser una república (1956)
- España en la encrucijada (1956)
- Una república para España (1961)